# Endecasillabo
Der italienische Endecasillabo (Plural endecasillabi) und der spanische Endecasílabo (Plural endecasílabos) sind spezifische Formen eines (meist gereimten) Elfsilblers. In beiden Sprachen bedeutet der Begriff schlicht „Elfsilbler“. Er ist ein klassisches, zeitweise dominierendes Versmaß. In der silbenzählenden Metrik der italienischen und der spanischen Lyrik ist es dadurch bestimmt, dass eine obligatorische Betonung auf der 10. Silbe liegt und eine weitere Betonung auf der 4. oder der 6. Silbe. Man hat demnach als metrisches Schema der beiden Hauptformen
x x x x́ x x x x x x́ x
und
x x x x x x́ x x x x́ x.
Durch die Festlegung der Position weiterer Betonungen und obligatorischer Zäsuren ergeben sich zahlreiche Unterformen, die entsprechend der Bedeutung des Versmaßes in den beiden Literaturen jeweils eigene Bezeichnungen tragen.
Die Formen treten im Allgemeinen nicht rein auf, vielmehr wird in aufeinanderfolgenden Versen die metrische Form variiert werden, was eine rhythmisch abwechslungsreiche Gestaltung der Versfolge ermöglicht.

## Italienische Dichtung
Der Endecasillabo ist seit Dante Alighieris Göttlicher Komödie das in der italienischen Dichtung meistgebrauchte Versmaß.
In seiner klassischen Form heißen die beiden Hauptformen endecasillabo a minore (Betonung auf der 4. Silbe) und endecasillabo a maiore (Betonung auf der 6. Silbe), wobei auf die betonte Silbe eine Zäsur folgt. Dies beschreibt allerdings lediglich häufige Grundtypen, Ausnahmen sind nicht selten und auch nicht unzulässig, sondern gehören vielmehr zur Variationsbreite des Versmaßes.
Im Standardfall hat der Endecasillabo tatsächlich 11 Silben und einen weiblichen Versschluss (verso piano). Es gibt verkürzte Verse mit 10 Silben, die ebenfalls als Elfsilbler gelten, wenn sie einen männlichen Versschluss aufweisen (verso tronco):
x x x x x x x x x x́
Der Endecasillabo kann auch um eine unbetonte Silbe verlängert werden und somit 12 Silben enthalten. Er hat dann einen gleitenden Versschluss (verso sdrucciolo):
x x x x x x x x x x́ x x
Weitere rhythmische Varianten ergeben sich dadurch, dass die Zäsur nicht unmittelbar der beweglichen Betonung folgen muss, sondern am Ende des entsprechenden Wortes steht. Es ergeben sich also bei zweiter Hauptbetonung auf der 4. Silbe drei Varianten, abhängig von dem Wort, das die Tonsilbe enthält:
- oxytonisch (parola tronca): x x x x́  ‖  x x x x x x́ x
- paroxytonisch (parola piana): x x x x́ x  ‖  x x x x x́ x
- proparoxytonisch (parola sdrucciola): x x x x́ x x  ‖  x x x x́ x

Bei aller Variation ist es aber eine Konstante des Endecasillabo, dass die Teile vor und nach der Zäsur ungleich viele Silben haben. Eine Frage der Sichtweise ist es schließlich, ob man den Endecasillabo als einen aus zwei Halbversen zusammengesetzten Vers betrachtet oder nicht. Im ersten Fall würden entsprechend den Regeln der Silbenzählung die unbetonten Silben vor der Zäsur nicht mitgezählt werden, woraus sich weitere mögliche Varianten ergäben.
Auch bei den Möglichkeiten der Rhythmisierung gibt es eine große Variationsbreite. Zwar ist aufgrund der Lage der Hauptbetonungen eine regelmäßig jambische Rhythmisierung (◡—◡—◡—◡—◡—◡) naheliegend, wie sie auch bei der Nachbildung des Endecasillabo im Deutschen (siehe unten) meist verwendet wird, es sind aber auch ganz andere Rhythmisierungen möglich, zum Beispiel bei a maiore:
- trochäisch-daktylisch[1]:

Quanto piu desiose  ‖  l’ali spando

—◡—◡◡—́◡ ‖ —◡—́◡
oder
- jambisch im ersten und trochäisch-daktylisch im zweiten Teil[2]:

Le donne i cavalier  ‖  l’arme gli amori

◡—◡—◡—́ ‖ —◡◡—́◡
In den klassischen Beispielen bei Dante und Petrarca ist der Endecasillabo gereimt. Die ungereimte Variante mit weiblichem Versschluss (endecasillabo sciolto piano / Blankvers) spielt allerdings eine wichtige Rolle als epischer Vers und in Übersetzungen als Entsprechung des klassischen Hexameters. Beispiele dieser Verwendung finden sich bei Gian Giorgio Trissino in dessen Epos L'Italia liberata dai Goti (1528), in Annibale Caros Übersetzung der Aeneis (posthum 1581), den Übersetzungen der Ilias durch Vincenzo Monti und der Odyssee von Ippolito Pindemonte und den Übertragungen neuzeitlicher Epik von John Milton (Andrea Maffei), Klopstock (Giovanni Battista Cereseto) und Ossian (Melchiorre Cesarotti). Versi sciolti verwenden auch Tragödien-Autoren der Renaissance, wie Trissino (Sofonisba) und Rucellai (Rosmunda). Erst im Klassizismus (Literatur) und in der Romantik wird der Blankvers in der italienischen Lyrik beliebt.

## Spanische Dichtung
Die endecasílabo-Terminologie entspricht weitgehend der italienischen. Auch hier wird bei Elfsilbler (endecasilabo) bei der Silbenzählung von einem weiblichen Versende ausgegangen (llano-Ausgang), es wird endecasílabo a minori und endecasílabo a maiori unterschieden und je nachdem das Wort mit der Nebenbetonung oytonisch (agudo), paroxytonisch (llano) oder proparoxytonisch (esdrújulo) ist, wird eine Zäsur nach, nach der nächsten bzw. der übernächsten Silbe gefordert, die keine syntaktische Sinneinheit trennen soll. In der spanischen Poetik wird aber stärker differenziert und nach Rhythmustypen unterschieden.
So hat man beim endecasilabo a maiori (Nebenbetonung auf der 6. Silbe), auch als endecasílabo común, propio, real oder italiano bezeichnet, je nach Lage weiterer Betonungen im ersten Halbvers:
- 1. Silbe: endecasílabo enfático

x́ x x x x x́ x x x x́ x
- 2. Silbe: endecasílabo heróico

x x́ x x x x́ x x x x́ x
- 3. Silbe: endecasílabo melódico

x x x́ x x x́ x x x x́ x
Beim a minori Typ (Nebenbetonung auf der 4. Silbe) wird unterschieden:
- Nebenbetonung auf 8. Silbe:

x x x x́ x x x x́ x x́ x
- endecasílabo sáfico (wegen der Ähnlichkeit mit einer akzentuierenden Nachbildung des sapphischen Verses):

x x x x́  ‖  x́ x x x́ x x́ x
- endecasílabo yámbico (da die Betonungen entsprechend einer jambischen Rhythmisierung auf den geraden Silbenpositionen 4, 8 und 10 liegen):

x x x x́ x  ‖  x́ x x́ x x́ x
- endecasílabo a la francesca:

x x x x́  ‖  x x x x́ x x́ x oder mit epischer Zäsur x x x x́ x  ‖  x x x x́ x x́ x, wobei die letzte unbetonte Silbe des ersten Halbverses wird nicht mitgezählt wird
x x x x́  ‖  x x́ x x x x́ x (die Nebenbetonung kann statt auf der 8. auch auf der 6. Silbe liegen)
- Nebenbetonung auf 7. Silbe:

x x x x́ x x x́ x x x́ x
- endecasílabo dactílico oder endecasílabo anapéstico (dreihebige Form mit dreisilbiger Anakrusis):

◡◡◡—◡◡—◡◡—◡
- endecasílabo galaico-portugues, endecasílabo de gaita gallega, endecasílabo de arte mayor (weitere Betonung auf 1. Silbe):

—◡◡—◡◡—◡◡—◡
Schließlich als Sondertyp noch der endecasílabo galaico antiguo mit Nebenbetonung auf der 5. Silbe:
x x x x x́ x  ‖  x x x x́ x
Trotz dieser zahlreichen Formen und der bei Berücksichtigung der Rhythmisierung noch zahlreicheren Unterformen sind die dominierenden Formen der endecasílabo heróico und endecasílabo sáfico, allerdings nie durchgängig starr gebraucht, sondern wie in der italienischen Dichtung wechselnd und variierend.
Was die geschichtliche Entwicklung betrifft, so finden sich erste, vereinzelte Beispiele in der epischen Dichtung des Mittelalters (Cantar de Mio Cid), von einem systematischen Gebrauch kann aber keine Rede sein. Dominierend wird der endecasílabo in der spanischen Renaissance. Ab dem 16. Jahrhundert setzt er sich durch und

„… vermochte sich durch alle Jahrhunderte und durch alle Neuerungsbestrebungen hindurch als der klassische Vers der spanischen Kunstdichtung bis heute zu behaupten.“

## Deutsche Dichtung
Im Deutschen wird der Endecasillabo meist durch einen jambischen Fünfheber wiedergegeben, häufig auch mit männlichem Versschluss:
◡—◡—◡—◡—◡—(◡)
Als Beispiel die erste Strophe aus Zueignung von Goethe
Der Morgen kam; es scheuchten seine Tritte

Den leisen Schlaf, der mich gelind umfing,

Dass ich, erwacht, aus meiner stillen Hütte

Den Berg hinauf mit frischer Seele ging;

Ich freute mich bei einem jeden Schritte

Der neuen Blume die voll Tropfen hing;

Der junge Tag erhob sich mit Entzücken,

Und alles war erquickt mich zu erquicken.
Der Endecasillabo erscheint dabei meist in romanischen Strophenformen wie etwa im vorliegenden Beispiel die Stanze oder im Sonett, zum Beispiel bei August Wilhelm Schlegel.
Beliebt war der Vers vor allem in der Romantik, dort neben Schlegel bei Ludwig Tieck (Einsamkeit), im Fin de Siècle bei Stefan George und im Expressionismus bei Georg Heym und Georg Trakl.